# Avianca-Flug 870
Der Avianca-Flug 870 (Flugnummer: AV870, Funkrufzeichen: AVIANCA 870) war ein Linienfrachtflug der Avianca vom Flughafen Bogotá zum Flughafen Barranquilla. Auf diesem Flug musste am 22. September 1966 die eingesetzte Maschine des Typs Douglas DC-4-1009 kurz nach dem Start wegen Triebwerksproblemen zum Startflughafen umkehren, kollidierte dabei jedoch mit Bäumen und stürzte ab. Bei dem Unfall kamen beide an Bord befindlichen Piloten ums Leben.

## Flugzeug
Das Flugzeug war eine von nur 79 ab Werk als zivile Maschinen gebauten Douglas DC-4. Die Maschine wurde 1946 als Douglas DC-4-1009 mit der Werknummer 42929 für die schwedische AB Aerotransport gebaut, bei welcher sie am 23. Mai 1946 mit dem Luftfahrzeugkennzeichen SE-BBF und dem Taufnamen Västan in Betrieb genommen wurde. Mit der Übernahme der Fluggesellschaft durch die Scandinavian Air Lines System zum 1. August 1948 ging die Maschine auf die neue Betreiberin über und erhielt den neuen Taufnamen Sverker Viking. Schließlich ging die Maschine an die Avianca, bei welcher sie im Juni 1955 das Kennzeichen HK-174 erhielt. Das viermotorige Langstreckenflugzeug war mit vier Sternmotoren des Typs Pratt & Whitney R-2000-2SD-13G Twin Wasp ausgestattet.

## Insassen
Auf dem Frachtflug befand sich lediglich eine zweiköpfige Besatzung an Bord der Maschine, bestehend aus einem Flugkapitän und einem Ersten Offizier. Der 42-jährige Flugkapitän verfügte über 13.000 Stunden Flugerfahrung, wovon er 3.244 Flugstunden in Cockpits von Maschinen des Typs Douglas DC-4 absolviert hatte. Der 26-jährige Erste Offizier hatte als Pilot bei der Avianca 1.965 Stunden Flugerfahrung absolviert.

## Unfallhergang
Mit der DC-4 sollte ein nächtlicher Linienfrachtflug von Bogotá nach Barranquilla durchgeführt werden. Die Piloten erhielten eine Freigabe zum Start von Startbahn 30. Die Maschine hob um 3:15 Uhr ab. Augenzeugen berichteten, dass die Maschine nach dem Start nur schwer an Höhe gewann. Als die Maschine sich der Außengrenze des Flughafengeländes näherte, baten die Piloten um eine Freigabe zur Rückkehr für eine Notlandung. Auf die Frage, weshalb die Piloten umkehren wollten, erhielt der Fluglotse keine Antwort. Später gaben die Fluglotsen zu Protokoll, dass das Triebwerksgeräusch der Maschine nach dem Start lauter gewesen sei als gewöhnlich. Sie schlossen daraus, dass mehr als ein Triebwerk der Maschine überdreht haben musste. Während die Maschine eine Kurve für die Rückkehr zum Startflughafen flog, hätten die Fluglotsen einen plötzlichen Lichtblitz wahrgenommen und daraufhin den Sichtkontakt zur Maschine verloren. Kurz darauf habe die Maschine einige Bäume gestreift und sei dann auf ein Feld gestürzt, das zwischen den Verbindungsstraßen nach Funza und Engativá lag. Durch den Aufprall und das unmittelbar danach ausgebrochene Feuer wurde die Maschine völlig zerstört. Beide Piloten kamen ums Leben.

## Unfalluntersuchung
Bei der Begehung der Unfallstelle wurde festgestellt, dass die Maschine zunächst einen Baum mit einer solchen Gewalt gestreift hatte, dass dieser nahezu entwurzelt worden wäre. Die Wrackteile waren etwa 150 Meter um den Fundort des Hauptwracks verstreut. Der Unfall wurde als nicht überlebbar bewertet.
Als Unfallursache wurde ein ermüdungsbedingtes Materialversagen von mehreren Ritzeln des Drehmomentreglers am Triebwerk Nr. 2 festgestellt, welches daraufhin überdrehte. Den Piloten gelang es nicht, die Triebwerksleistung zu kontrollieren oder den Propeller in die Segelstellung zu bringen. Fast zeitgleich versagte Triebwerk Nr. 1 infolge eines plötzlich ausbrechenden Triebwerksfeuers. Da die Maschine bis an die Grenze des maximalen Abfluggewichtes beladen war, war es nicht möglich, mithilfe der verbliebenen Triebwerksleistung die Flughöhe zu halten, sodass der Höhenverlust und Absturz unvermeidlich waren.
Der Fluggesellschaft wurde zur Last gelegt, auf dem Flug einen unzureichend ausgebildeten Flugkapitän eingesetzt zu haben, der überhaupt nicht für Nachtflüge mit der Douglas DC-4 lizenziert war.